# Cynthia Cleese
Cynthia Cleese, auch Cynthia Caylor (* 17. Februar 1971 in Croydon, Surrey, England) ist eine britisch-amerikanische Schauspielerin. 

## Leben
Cynthia Cleese ist die Tochter des britischen Schauspielers John Cleese und der amerikanischen Schauspielerin Connie Booth. Bekannt wurde sie durch ihre Rolle als Portia in dem Film Ein Fisch namens Wanda. Dort spielte sie die Tochter von John Cleeses Rolle Archie Leach. Im Abspann des Films wurde sie unter dem Namen Cynthia Caylor aufgeführt, da Caylor der Geburtsname ihrer Großmutter ist.
Im Film Wilde Kreaturen hatte sie ihren zweiten großen Filmauftritt, wieder an der Seite ihres Vaters. Dort spielte sie Pip, die sich im Marwood Zoo um die kleinen Säugetiere kümmert. In diesem Film trat sie das erste Mal unter ihrem echten Namen auf. Als besonderen Gag zitierte sie ihren Vater in diesem Film mit einem seiner Sätze als Schwarzer Ritter aus Die Ritter der Kokosnuß: „Es ist nur eine Fleischwunde!“ (It’s just a flesh wound!).
Sie war verheiratet mit dem Drehbuchautor Ed Solomon, zusammen haben sie zwei Kinder.

## Filmografie
- 1988: Ein Fisch namens Wanda (A Fish Called Wanda)
- 1997: Wilde Kreaturen (Fierce Creatures)
- 1998: I’m on Fire (Kurzfilm)